# 폴린 파이퍼
폴린 마리 파이퍼(Pauline Marie Pfeiffer, 1895년 7월 22일~1951년 10월 1일)는 미국의 언론인이자 어니스트 헤밍웨이의 두 번째 아내였다.

## 어린 시절
파이퍼는 1895년 7월 22일 아이오와주 파커스버그에서 부동산 중개인 폴 파이퍼(Paul Pfeiffer)와 메리 앨리스 다우니(Mary Alice Downey) 사이에서 태어났다. 파이퍼 가족은 1901년 세인트루이스로 이사하였으며, 그곳에서 파이퍼는 세인트루이스 방문 학교에 재학하였다. 나머지 가족은 아칸소주 피고트로 다시 이사를 갔으나, 파이퍼는 미주리에 남았고 1918년 미주리 대학교 언론학과를 졸업하였다. 클리블랜드와 뉴욕의 신문사에서 일한 파이퍼는 이후 잡지로 전향하여 《배너티 페어》와 《보그》에서 근무하였다. 《보그》지를 위해 파리로 떠난 파이퍼는 1926년 헤밍웨이와 헤밍웨이의 첫 부인인 해들리 리처드슨을 만나게 된다.

## 헤밍웨이와의 결혼
1926년 초, 해들리 리처드슨은 남편 헤밍웨이가 파이퍼와 불륜 관계에 있음을 처음 알게되었고, 그해 7월 파이퍼는 헤밍웨이 부부의 팜플로나 여행에 합류하게 된다. 파리로 돌아온 해들리와 헤밍웨이는 별거를 하기로 결정하고, 11월 해들리는 헤밍웨이에게 공식적으로 이혼을 요청하게 된다. 둘은 이듬해인 1927년 1월 이혼하였다.
헤밍웨이는 1927년 5월 파이퍼와 재혼하였고, 르 그로뒤루아로 신혼 여행으로 떠났다. 파이퍼의 가족은 부유한 가톨릭 신자였는데, 이에 따라 헤밍웨이도 결혼 전 가톨릭으로 개종하게 된다. 그해 말 아이를 갖게 된 파이퍼는 미국으로 되돌아가기를 원했다. 존 더스 패서스는 키웨스트 섬을 권하였고, 1928년 3월 부부는 그의 충고를 따라 파리를 떠나게 된다.
부부는 패트릭 헤밍웨이과 그레고리 총 두 명의 자녀를 낳았다. 헤밍웨이는 파이퍼가 출산하면서 겪은 고통을 《무기여 잘있거라》의 등장인물 캐서린에 투영하여 묘사하기도 하였다. 한편 파이퍼는 독신한 로마 가톨릭 신자로 스페인 내전 당시 국민파를 지지하였으며 반대로 헤밍웨이는 공화파를 지지하였다.
1937년 스페인에서의 여행에서 헤밍웨이는 마사 겔혼과 불륜을 시작하였다. 파이퍼와 헤밍웨이는 1940 년 11월 4일에 이혼하였고, 헤밍웨이는 3주 후 겔혼과 결혼하였다.

## 후기 생애
파이퍼는 키웨스트에서 남은 생애를 보내다가 1951년 10월 1일 56세의 나이로 사망하였다. 파이퍼의 죽음은 그레고리의 죽음과 헤밍웨이의 지속적인 연락으로 인한 쇼크에서 비롯된 것으로 추측된다. 평생 성정체성에 문제를 겪으며 후에 글로리아로 이름을 바꾼 그레고리는 영화관 여자 화장실에 들어갔다가 체포된 적이 있었다. 몇 년 후 의사가 된 글로리아는 파이퍼의 부검 보고서를 분석한 결과, 자신의 어머니가 부신에 발생한 크롬친화세포종으로 인해 사망한 것으로 해석하였다. 어니스트의 지속적인 전화로 인해 종양이 아드레날린을 과도하게 분비하였다가 멈추기를 반복하며 혈압에 변화가 생겨 급성 쇼크에 빠져 사망에 이르렀다는 것이 글로리아의 분석이었다.

## 참고 문헌
- Baker, Carlos (1969). Ernest Hemingway: A Life Story (영어). New York: Charles Scribner's Sons. ISBN 978-0-02-001690-8.
- Mellow, James (1992). Hemingway: A Life Without Consequences (영어). Boston: Houghton Mifflin. ISBN 978-0-395-37777-2.
- Meyers, Jeffrey (1985). Hemingway: A Biography (영어). New York: Macmillan. ISBN 978-0-333-42126-0.